# Z-score模型
Z-Score模型（Z-Score model）是由美國紐約大學的教授Edward Altman於1968年所提出，藉由企業主要的財務指標分析和模擬，來預測企業破產的可能性，從而預測企業的信用風險，是常見信用風險的模型之一。
Z=1.2*營運資產+1.4*保留盈餘+3.3*稅前息前盈餘+0.6*市價與帳面價值比+0.99*營業收入 